# Park Sanssouci
Park Sanssouci – park (298 ha) otaczający pałac Sanssouci, dawną letnią rezydencję Fryderyka II Wielkiego w Poczdamie w Brandenburgii.
Obecnie (2008) o pielęgnację parku i restaurację budowli historycznych znajdujących się na jego terenie troszczy się Fundacja Pruskie Pałace i Ogrody Berlin-Brandenburg (niem. Stiftung Preußische Schlösser und Gärten Berlin-Brandenburg).

## Historia

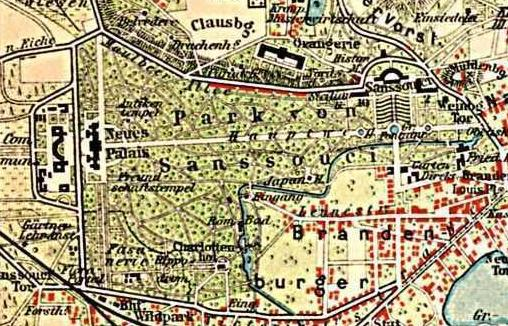
Mapa Parku Sanssouci, ok. 1900

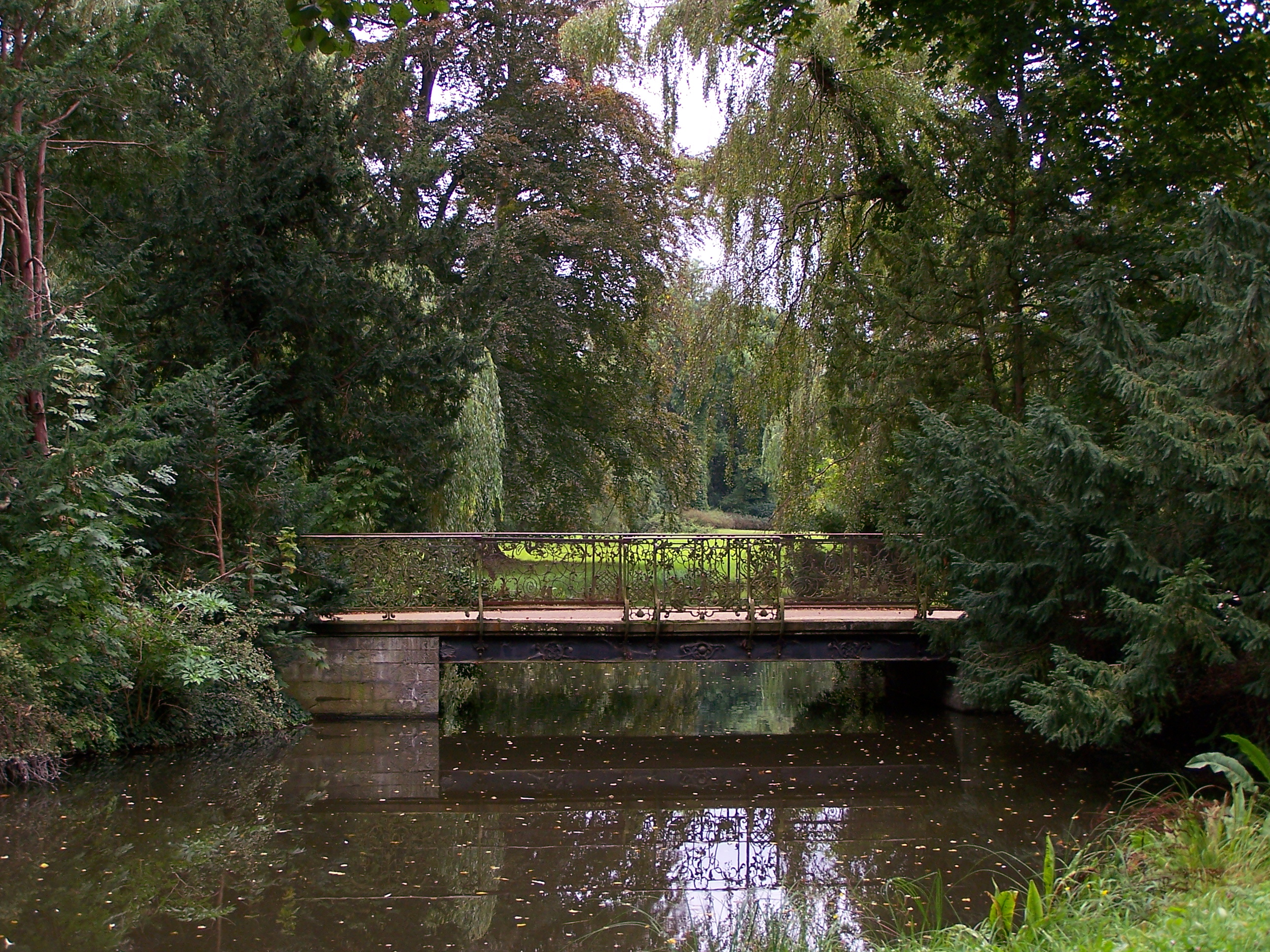
Park Sanssouci

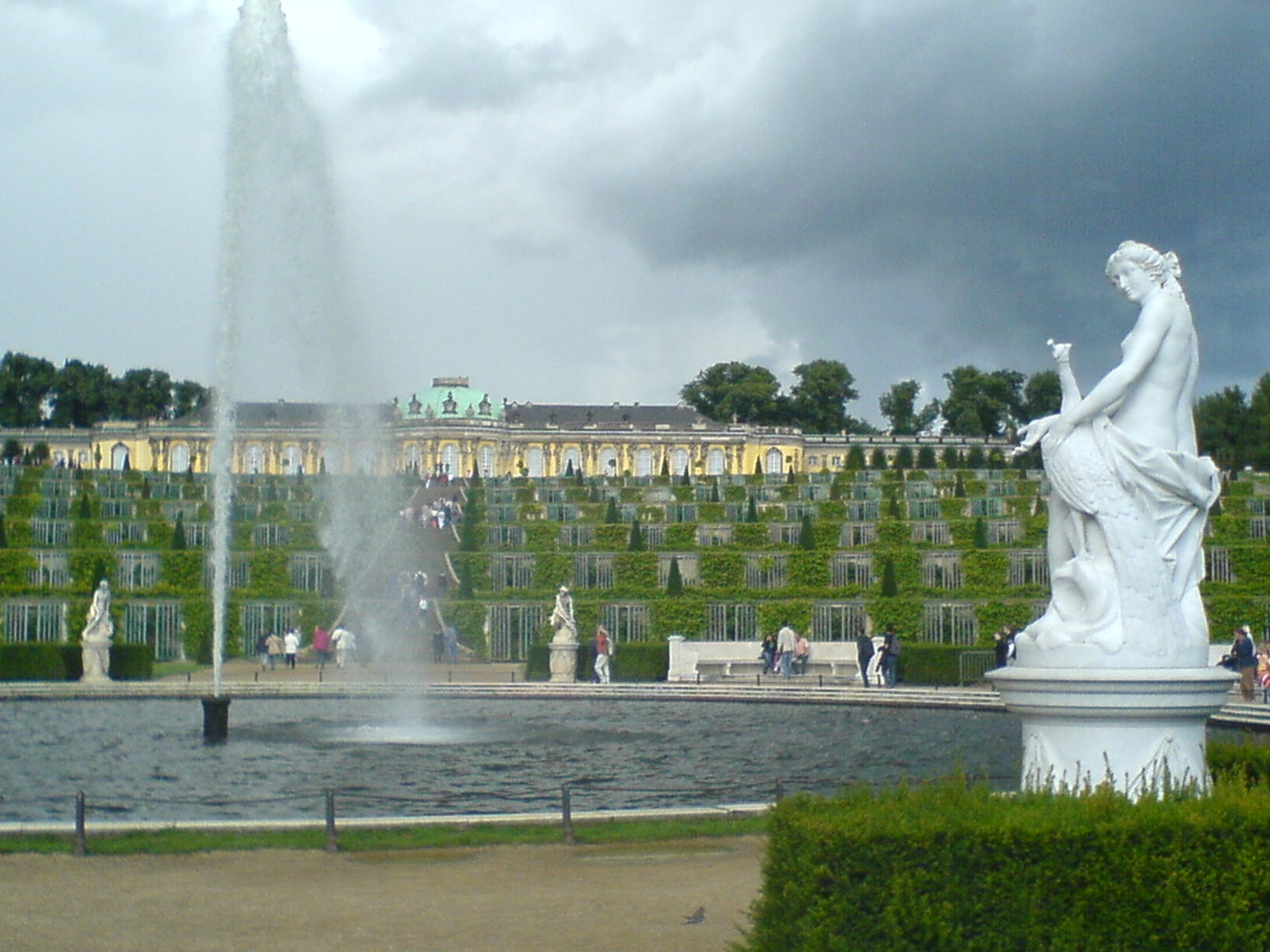
Wielka fontanna

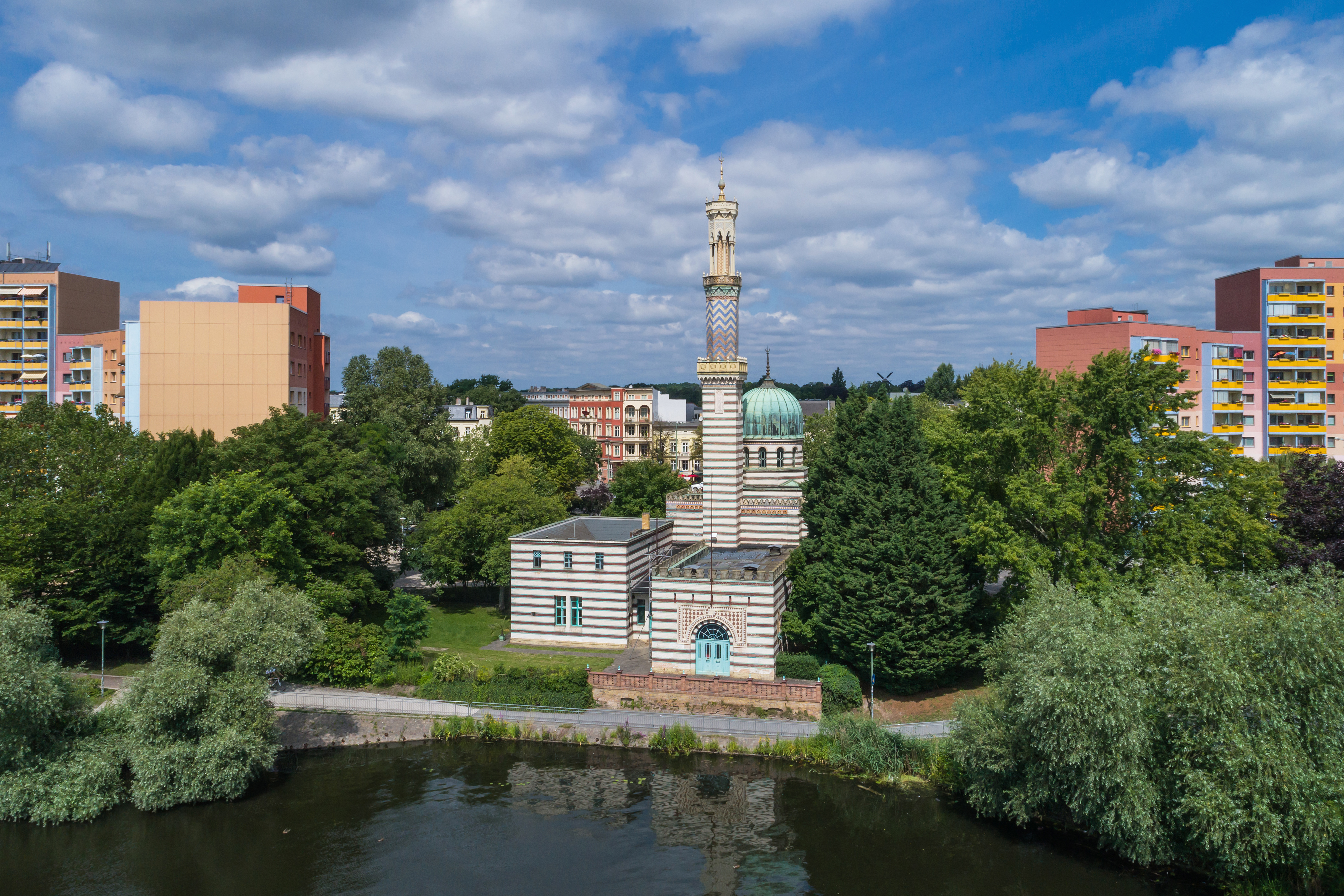
Maszynownia parowa

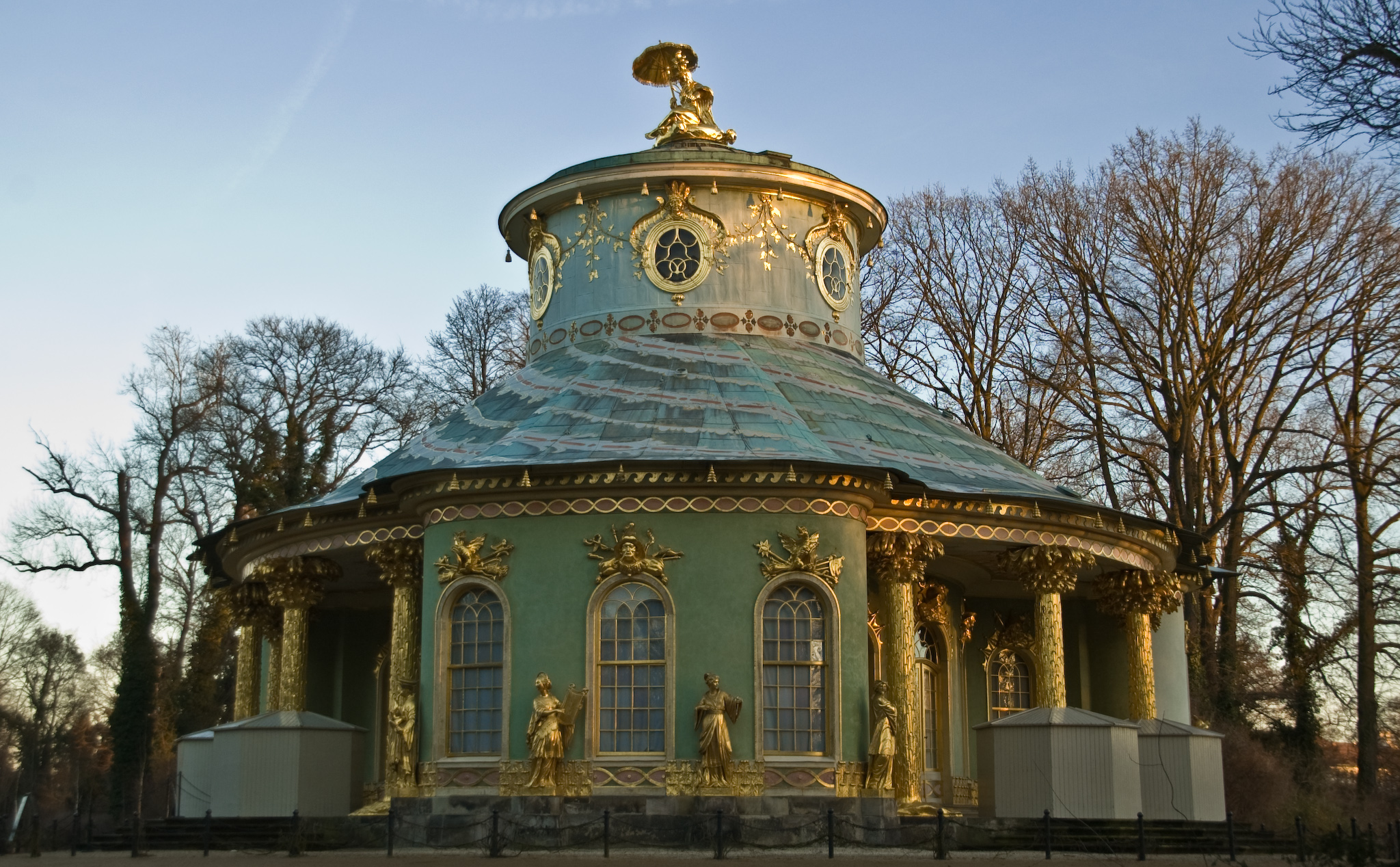
Pawilon chiński

### Czasy Fryderyka Wielkiego
Zaczątkiem parku były ogrody tarasowe na południowych stokach wzniesienia Bornstedt, założone w 1744 r. przez Fryderyka II Wielkiego. Na początku XVIII w. wzniesienie porastały dęby, które ścięto, by dostarczyć drewna do umocnienia terenów bagiennych przeznaczonych pod rozbudowę Poczdamu. Teren po wycince nazywany Wüsten Berg (pol. łysa góra) został zagospodarowany pod ogrody w stylu francuskim. Stok podzielono na sześć szerokich tarasów, by jak najlepiej wykorzystać dobre nasłonecznienie. Po murach wzmacniających tarasy pięły się winorośle sprowadzone z Portugalii, Włoch, Francji, a także z pobliskiego Ruppin. W 168 oszklonych niszach rosły figowce. Z przodu każdy taras ograniczony był pasem trawnika i żywopłotem z drzew owocowych. Trawniki zdobiły równo przycięte drzewa z rodziny cisowatych.
W 1745 r. na wzniesieniu wybudowano pałac, a u stóp tarasów założono ogród dekoracyjny, pośrodku którego umieszczono wielką fontannę (niem. Grosse Fontäne) (1748). W 1750 r. wokół fontanny rozstawiono marmurowe rzeźby rzymskich bogów – Wenus, Merkurego, Apolla, Diany, Junony, Jowisza, Marsa i Minerwy oraz alegoryczne przedstawienia czterech elementów – powietrza, ognia, wody i ziemi. Rzeźby Wenus i Merkurego wyszły spod dłuta Jeana-Baptisty Pigalle (1714–1785). Przedstawienia powietrza i wody były prezentami króla Francji Ludwika XV. Pozostałe figury pochodziły z warsztatu François Gasparda Adama, kierownika francuskiej pracowni rzeźbiarskiej założonej przez Fryderyka w Berlinie. Prace nad kolistym klombem z wielką fontanną, tzw. französiches Rondell (pol. francuski klomb kolisty) trwały aż do 1764 r.
Niedaleko francuskiego klombu znajdował się również ogród kuchenny, założony w 1715 r. przez Fryderyka Wilhelma I. Fryderyk Wilhelm I mawiał o nim mein Marly (pol. mój Marly), nawiązując do wyszukanego ogrodu przy pałacu króla Ludwika IV w Marly-le-Roi.
Wraz z rozbudową kompleksu Sanssouci wytyczono liczącą 2,5 km aleję dojazdową, która miała swój początek na wschodzie przy obelisku wzniesionym w 1748 r. i biegła aż do Nowego Pałacu na zachodzie. W 1764 r. zbudowano Galerię Malarstwa oraz pałac Neue Kammern, które stanęły po obydwu stronach pałacu Sanssouci. Pomiędzy nowymi budynkami wyznaczano koliste trawniki z fontannami i grupami rzeźb, skąd odchodziły gwiaździście ścieżki biegnące pomiędzy wysokimi żywopłotami w głąb ogrodu. Nieopodal pałacu wybudowano również oranżerie skrywające egzotyczne drzewa i krzewy (drzewa pomarańczowe, melony, bananowce).
Obok ogrodów w stylu barokowym powstawały warzywniki i sady (posadzono m.in. ok. 3000 drzew owocowych). Połączenie ogrodów użytkowych z dekoracyjnymi zwiastują dwie rzeźby przy wschodnim wejściu do parku – figury rzymskich bogiń: Flory (bogini kwiatów) i Pomony (bogini sadów, ogrodów i drzew owocowych) dłuta Friedricha Christiana Glume.
Projekt parku Sanssouci nawiązywał do wcześniejszych przedsięwzięć ogrodowych Fryderyka w Neuruppin i Rheinsberg. Fryderyk, jeszcze jako książę, stacjonował w latach 1732–1735 w Neuruppin, gdzie sprawował funkcję dowódcy regimentu. W swojej rezydencji założył ogrody dekoracyjne i użytkowe (sady i warzywniki), odchodząc od klasycznego ogrodu barokowego w stylu Wersalu. Podobną aranżację ogrodową zastosował w parku przy pałacu w Rheinsbergu, otrzymanym w podarunku od ojca w 1734 r. W przeciwieństwie do parków francuskich, osie ogrodu w Rheinsbergu nie były zorientowane według pałacu, lecz odchodziły pod kątem prostym od południowych skrzydeł pałacowych w kierunku centralnej części budowli.

### Czasy Fryderyka Wilhelma IV

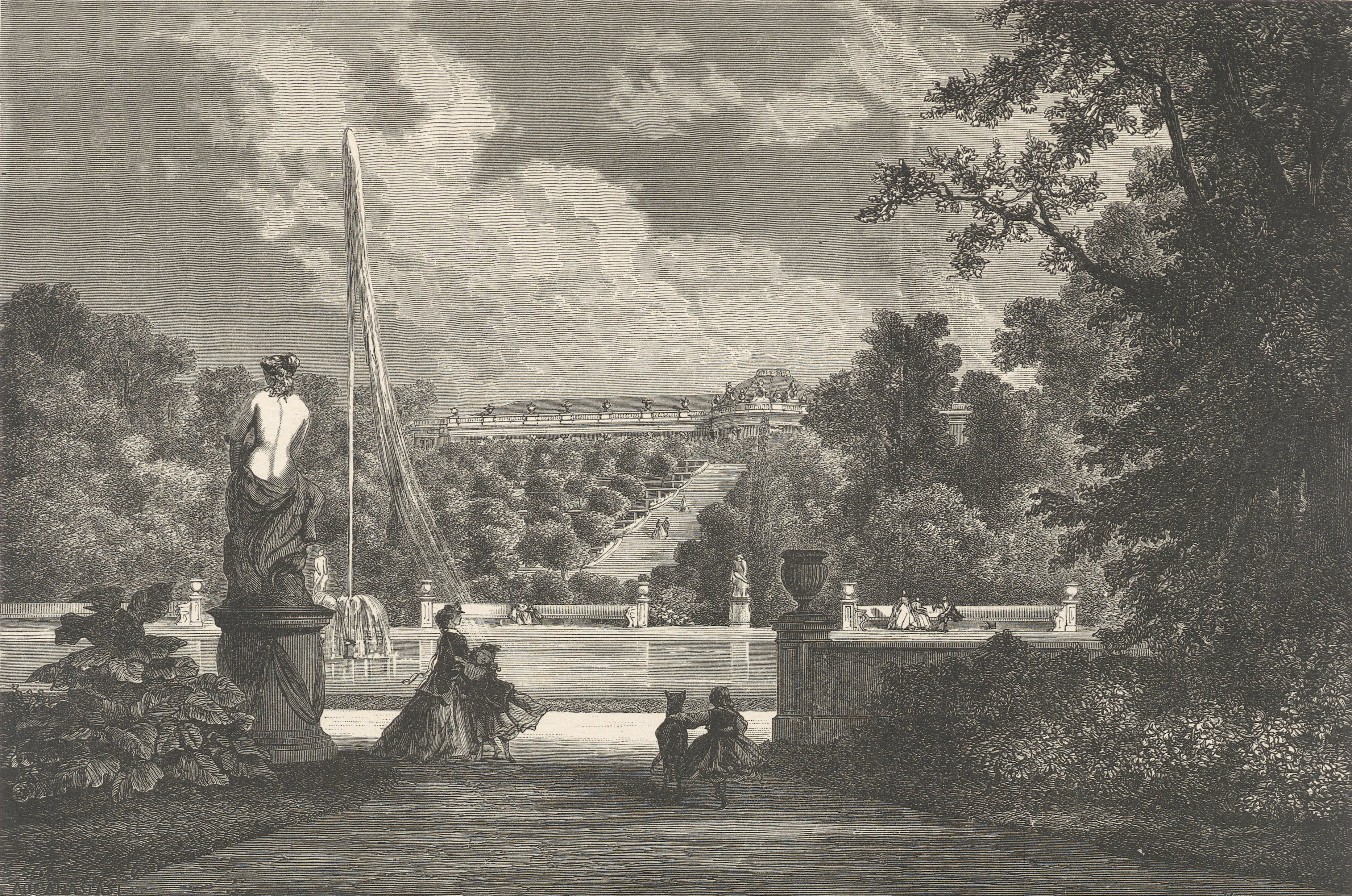
Park na rysunku z 1887

W 1825 r. Fryderyk Wilhelm III podarował swojemu synowi, przyszłemu królowi Fryderykowi Wilhelmowi IV tereny na południe od Sanssouci, gdzie w miejscu dawnego gospodarstwa rolnego architekci Karl Friedrich Schinkel i Ludwig Persius zbudowali pałac Charlottenhof (1826–1829). Projekt parku wokół pałacu powierzono Peterowi Josephowi Lennému, który przekształcił płaski i częściowo bagienny teren w ogród krajobrazowy w stylu angielskim.

## Fontanny
W dobie baroku fontanny były jednym z podstawowych elementów ogrodu francuskiego. Park Sanssouci miał bogaty system wodotrysków, który od początku nie funkcjonował z powodu problemów technicznych. Fontanny w Sanssouci miały być zasilane wodą ze zbiornika na szczycie wzniesienia Ruinenberg; woda z Haweli miała być transportowana na górę przy użyciu koni i wiatraków. Rozwiązanie to jednak nie sprawdziło się w praktyce, a pracownicy zatrudnieni do opieki nad fontannami nie posiadali odpowiedniej wiedzy inżynieryjnej, by usprawnić system.
Fryderyk zwrócił się o pomoc do działającego wówczas w Berlinie szwajcarskiego matematyka Leonarda Eulera, który zwrócił uwagę na rozmiary rur nieadekwatne do mocy pomp. Król jednak nie wziął uwag Eulera pod uwagę, a w korespondencji z Wolterem wyrażał swoje niezadowolenie z jego praktycznych zdolności inżynierskich:

Chciałem mieć w moim ogrodzie silny strumień wody: Euler obliczył moc kół niezbędną do wzniesienia wody na poziom rezerwuaru, z którego miała się rozpływać kanałami, wytryskając w końcu w Sanssouci. Młyn został skonstruowany zgodnie z geometrycznymi planami, a nie był w stanie podnieść nawet kropli wody pięćdziesiąt kroków od zbiornika. Marność nad marnościami! Marność geometrii!

Dopiero sto lat później zastosowanie silników parowych pozwoliło uruchomić fontanny. W październiku 1842 r. pracę rozpoczął silnik parowy o mocy 81,4 koni mechanicznych, zbudowany przez Augusta Borsiga. Wielka fontanna u podnóży tarasów trysnęła wodą na wysokość 38 m. Na potrzeby maszyny parowej Borsiga wzniesiono nad brzegiem Haweli stację pomp według projektu Ludwiga Persiusa (1841–1843). Budynek powstał w stylu tureckiego meczetu z kominem w formie minaretu. Maszynownia wzorowana była na architekturze mauretańskiej.
W 1895 r., po 50 latach pracy, oryginalny silnik Borsiga został zastąpiony przez nową maszynę o mocy 160 koni mechanicznych. W 1937 r. zamontowano dwie elektryczne pompy wirowe.

## Obiekty na terenie parku
Wybudowane za czasów Fryderyka Wielkiego:
- Pałac Sanssouci (1745–1747)
- Grota Neptuna (1751)
- pałac Neue Kammern (1771–1775)
- Galeria Malarstwa (niem. Bildergalerie) (1755–1764)
- Pawilon chiński (niem. Chinesisches Haus) (1755–1764)
- Antikentempel (1768–1769)
- Świątynia Przyjaźni (1768–1770)
- Nowy Pałac (1763–1769)
- Obelisk
- Belweder na wzgórzu Klausberg (1770–1772)

Zbudowane za panowania Fryderyka Wilhelma IV:
- Pałac Charlottenhof (1826–1829)
- Łaźnie rzymskie (niem. Römische Bäder) (1829–1840)
- Kościół Pokoju (niem. Friedenskirche) (1845–1848)
- Nowa Oranżeria (1851–1864)